# Classe Redoutable
La classe Redoutable di grandi sommergibili oceanici, meno nota con la designazione di progetto classe da 1 500 tonnellate, appartenne alla Marine nationale e fu costituita da trentuno esemplari, entrati progressivamente in servizio tra il 1925 e il 1937. Armati con undici tubi lanciasiluri in calibro 550 mm e 400 mm e caratterizzati da buona velocità anche subacquea, erano distinti in due gruppi: i primi 2 sommergibili erano del tipo "M5" e gli altri 29 del tipo "M6". Questo, a sua volta, si suddivideva in tre serie: "Redoutable" con 19 battelli, "L'Espoir" di 6 battelli e "Agosta" di altre sei unità.
Battelli moderni all'epoca della loro progettazione, equipaggiarono le prime otto divisioni sommergibili della flotta francese e nel 1939 divennero rapidamente obsoleti all'inizio della seconda guerra mondiale, non potendo essere stati modernizzati in ragione delle condizioni dell'armistizio imposte alla marina del governo di Vichy. Dopo aver protetto l'Impero coloniale francese al servizio di Vichy dalle offensive britanniche a Dakar, Libreville o a Madagascar al prezzo di grosse perdite, i sommergibili della classe passarono agli Alleati dopo l'operazione Torch del novembre 1942. Escluso il Casabianca, che si distinse in diverse operazioni attorno alla Corsica, i Redoutable rimasero ai margini del conflitto, principalmente in ragione degli importanti aggiornamenti effettuati negli Stati Uniti d'America tra il febbraio 1943 e il marzo 1945.
Alla conclusione delle ostilità risultò che 24 dei 31 esemplari erano stati affondati. I superstiti, tornati alla Marine nationale, furono adoperati nelle scuole d'addestramento fino al disarmo, occorso nel 1952.

## Progetto

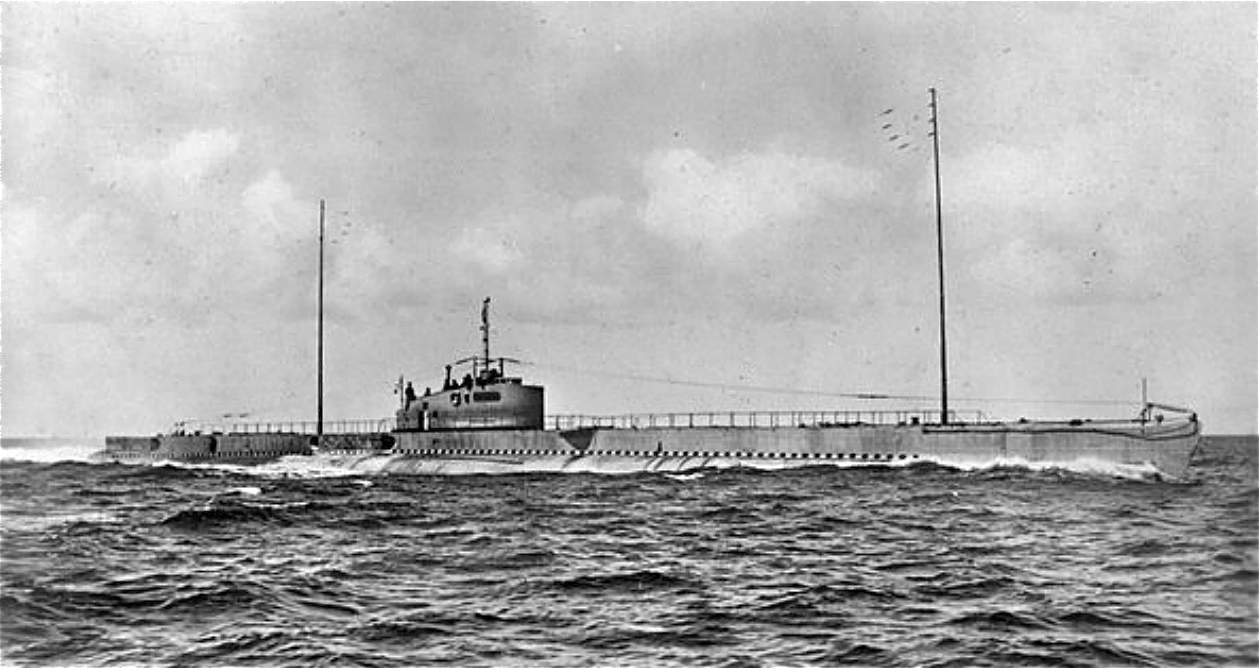
Il Prométhée in fase di test poco prima il suo naufragio nel 1932 con i suoi alberi di TSF alzati. Il cannone da 100 mm non è ancora imbarcato.

A seguito della prima guerra mondiale, in parte causata dalla corsa agli armamenti navali, il trattato navale di Washington del 1922 impose alle nazioni una limitazione nel numero e nella dimensione delle loro navi di linea. Quindi la Francia puntò sulle forze sommergibiliste per creare uno strumento essenziale di difesa delle proprie coste e del suo impero coloniale. Le alte sfere della Marine nationale suddivisero la futura flotta sottomarina in tre categorie fondamentali: grandi sommergibili da crociera oceanica; sommergibili costieri, per operare soprattutto nelle acque dell'Europa; e infine sommergibili posamine. La prima classe messa in cantiere, la Requin da 1 100 tonnellate, dimostrò però un'insufficiente velocità e, in linea generale, essi erano inferiori agli ultimi sommergibili tedeschi varati prima del 1918.
Lo stato maggiore della marina, dunque, ordinò all'ingegnere generale del genio navale Léon Roquebert la progettazione di un tipo di sommergibili detti di grande crociera, cui affidare l'attacco alle navi avversarie, alle linee di comunicazione, la vigilanza delle basi nemiche e la protezione delle colonie; fu inoltre previsto che agissero come esploratori di squadra. Il 1º luglio 1924 il Consiglio superiore della Marine nationale adottò il progetto "M5" per iniziali due sommergibili (Redoutable, Vengeur) che, l'anno successivo, fu migliorato e ridesignato progetto "M6" per altri ventinove esemplari. La principale differenza tra i due progetti risiedeva nel gruppo elettrogeno che, sugli M6, era stato soppresso dato che le batterie si ricaricavano attraverso l'uso dei motori Diesel in superficie. Questi sommergibili formarono, nel tempo, l'élite della branca sottomarina della Marine nationale.

## Caratteristiche

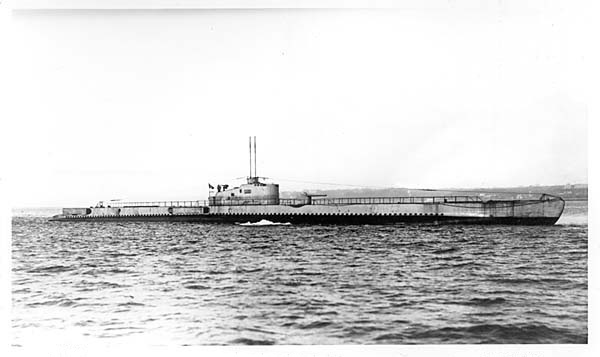
L'esemplare Ajax

I Redoutable erano lunghi 92,30 metri, larghi al massimo 8,10 metri e avevano un pescaggio di 4,40 metri; la profondità massima raggiungibile era di 80 metri, benché molte unità come l'Archimède riuscirono a toccare i 120 metri. Il dislocamento in superficie era di 1 572 tonnellate e in immersione di 2 082 tonnellate. In superficie la propulsione era assicurata da due motori Diesel, forniti in tre diversi modelli: sugli M5 erogavano una potenza totale di 4 000 shp, sui primi M6 6 000 shp e, infine, 8 000 shp dall'Agosta in poi. Era possibile raggiungere una velocità massima di 18,6 nodi (35,34 km/h). Questi motori erano stati costruiti dall'impresa svizzera Sulzer, ma non tutti gli esemplari ne erano dotati; infatti il Pasteur, il Poncelet, l'Archimède, l'Achille, l'Ajax, l'Argo, il Prométhée, il Persée e Le Centaure erano stati equipaggiati con propulsori Schneider et Cie. In immersione la propulsione elettrica Alsthom di 2 250 shp permetteva di arrivare alla velocità di 10 nodi. Il raggio d'azione in superficie ammontava a 10 000 miglia alla velocità di 10 nodi (18 520 chilometri a 19 km/h), oppure a 14 000 miglia alla velocità di 7 nodi (25 930 chilometri a 13,3 km/h); in immersione, invece, l'autonomia crollava a 100 miglia alla velocità di 5 nodi (185 chilometri a 9,5 km/h). Le comunicazioni radio erano assicurate da un'antenna bassa, passante da prua a poppa, e un'antenna alta, alzata tra i due alberi telescopici.
I Redoutable godevano di un'importante potenza di fuoco. L'armamento primario era articolato su un totale di undici tubi lanciasiluri: quattro da 550 mm a prua, un'installazione tripla, esterna e brandeggiabile da 550 mm dietro la torretta e un secondo impianto quadruplo, a poppa, costituito da due bocche da fuoco da 550 mm e due da 400 mm. I siluri da 550 mm erano destinati alle navi militari o ai bersagli più grossi, mentre gli ordigni da 400 mm erano stati pensati per affondare le navi più piccole. I siluri utilizzati erano propulsi ad aria compressa fino a 44 nodi, con spoletta a impatto. Essi lasciavano però una scia di bolle in superficie, che li segnalava distintamente e permetteva agli obiettivi di evitarli o alle navi di scorta di localizzare il sommergibile. Come dotazione secondaria i battelli disponevano di un cannone da 100 mm, sul ponte davanti alla torretta, e di due mitragliatrici pesanti Hotchkiss Mle 1929 da 13,2 mm, accoppiate su un singolo affusto con traguardo di puntamento unico. Pensate per la difesa contraerea, si trovavano dietro l'albero di navigazione.
L'immersione rapida dei Redoutable richiedeva dai 30 ai 40 secondi e, in genere, si trattava di sommergibili con buone doti nautiche, sia in superficie che in immersione. Tuttavia i motori Diesel, quelli elettrici e le barre di immersione erano molto rumorosi. Erano stati equipaggiati con tre periscopi - un periscopio d'attacco, un periscopio di sorveglianza e un periscopio di emergenza - e di un gruppo di idrofoni. La loro abitabilità era stata abbastanza sacrificata e i marinai praticavano "la cuccetta calda": 2 cuccette per 3 uomini. Spazi di immagazzinaggio viveri e ventilazione erano del pari insufficienti.

## Unità
| Nome (N° di costruzione) Anno ordine – Tipo | Varo Cantiere                                     | Ingresso in servizio Porto base           | Sorte finale |
| ------------------------------------------- | ------------------------------------------------- | ----------------------------------------- | --- |
| Redoutable (Q136) 1924 – M5                 | 24 febbraio 1928 Cherbourg                        | 10 luglio 1931 Cherbourg (7ª Divisione)   | Autoaffondato a Tolone il 27 novembre 1942, recuperato poi affondato con un bombardamento l'11 marzo 1944                   |
| Vengeur (Q137) 1924 – M5                    | 1º settembre 1928 Cherbourg                       | 18 dicembre 1931 Cherbourg (7ª Divisione) | Autoaffondato a Tolone il 27 novembre 1942                                                                                  |
| Pascal (Q138) 1925 – M6                     | 19 luglio 1928 Brest                              | 10 settembre 1931 Brest (4ª Divisione)    | Autoaffondato a Tolone il 27 novembre 1942, recuperato poi affondato con un bombardamento l'11 marzo 1944                   |
| Pasteur (Q139) 1925 – M6                    | 19 agosto 1928 Brest                              | 1º settembre 1932 Brest (2ª Divisione)    | Autoaffondato a Brest il 18 giugno 1940                                                                                     |
| Henri Poincaré (Q140) 1925 – M6             | 10 aprile 1929 Lorient                            | 23 dicembre 1931 Lorient (4ª Divisione)   | Autoaffondato a Tolone il 27 novembre 1942, recuperato dalla Regia Marina e poi smantellato a La Spezia il 9 settembre 1943 |
| Poncelet (Q141) 1925 – M6                   | 10 aprile 1929 Lorient                            | 1º settembre 1932 Lorient (6ª Divisione)  | Affondato dall'HMS Milford al largo del Gabon il 7 novembre 1940                                                            |
| Archimède (Q142) 1925 – M6                  | 6 settembre 1930 Caen                             | 22 dicembre 1932 Cherbourg (6ª Divisione) | Smantellato il 19 febbraio 1952                                                                                             |
| Fresnel (Q143) 1925 – M6                    | 8 giugno 1929 Saint-Nazaire, cantieri di Penhoët  | 22 febbraio 1932 Brest (3ª Divisione)     | Autoaffondato a Tolone il 27 novembre 1942                                                                                  |
| Monge (Q144) 1925 – M6                      | 25 giugno 1929 La Seyne                           | 19 giugno 1932 Tolone (5ª Divisione)      | Affondato l'8 maggio 1942 durante la battaglia del Madagascar                                                               |
| Achille (Q147) 1926 – M6                    | 28 maggio 1930 Brest                              | 29 giugno 1933 Brest (2ª Divisione)       | Autoaffondato a Brest il 18 giugno 1940                                                                                     |
| Ajax (Q148) 1926 – M6                       | 28 maggio 1930 Brest                              | 1º febbraio 1934 Brest (6ª Divisione)     | Colpito dall'HMS Fortune, poi autoaffondato durante la battaglia di Dakar il 24 settembre 1940                              |
| Actéon (Q149) 1926 – M6                     | 10 aprile 1929 Saint-Nazaire, Loira               | 18 dicembre 1931 Brest (3ª Divisione)     | Affondato al largo di Orano dall'HMS Westcott l'8 novembre 1942 alle 21:11, corpi e beni                                    |
| Achéron (Q150) 1926 – M6                    | 6 agosto 1929 Saint-Nazaire, Loira                | 22 febbraio 1932 Brest (3ª Divisione)     | Autoaffondato a Tolone il 27 novembre 1942                                                                                  |
| Argo (Q151) 1926 – M6                       | 11 aprile 1929 Nantes                             | 12 febbraio 1933 Brest (4ª Divisione)     | Smantellato il 26 aprile 1946                                                                                               |
| Prométhée (Q153) 1927 – M6                  | 23 ottobre 1930 Cherbourg                         | –                                         | Affondato per incidente il 7 luglio 1932 durante le prove in mare                                                           |
| Persée (Q154) 1927 – M6                     | 23 maggio 1931 Caen                               | 10 giugno 1934 Cherbourg (6ª Divisione)   | Affondato durante la battaglia di Dakar il 23 settembre 1940.                                                               |
| Protée (Q155) 1927 – M6                     | 31 luglio 1930 La Seyne                           | 1º novembre 1932 Tolone (3ª Divisione)    | Affondanto da una mina navale intorno al 20 dicembre 1943 al largo di Cassis                                                |
| Pégase (Q156) 1927 – M6                     | 28 giugno 1930 Saint-Nazaire, Loira               | 19 giugno 1932 Brest (5ª Divisione)       | Disarmato il 1º gennaio 1944 a Saigon poi affondato il 9 marzo 1945                                                         |
| Phénix (Q157) 1927 – M6                     | 12 aprile 1930 Nantes                             | 21 ottobre 1932 Brest (5ª Divisione)      | Affondato per incidente il 15 giugno 1939 nelle acque indocinesi                                                            |
| L'Espoir (Q167) 1929 – M6                   | 18 luglio 1931 Cherbourg                          | 1º febbraio 1934 Cherbourg (5ª Divisione) | Autoaffondato a Tolone il 27 novembre 1942                                                                                  |
| Le Glorieux (Q168) 1929 – M6                | 29 novembre 1932 Cherbourg                        | 1º giugno 1934 Cherbourg (1ª Divisione)   | Smantellato il 27 ottobre 1952                                                                                              |
| Le Centaure (Q169) 1929 – M6                | 14 ottobre 1932 Brest                             | 1º gennaio 1935 Brest (4ª Divisione)      | Smantellato il 19 giugno 1952                                                                                               |
| Le Héros (Q170) 1929 – M6                   | 14 ottobre 1932 Brest                             | 12 settembre 1934 Brest (1ª Divisione)    | Affondato il 7 maggio 1942 durante la battaglia del Madagascar                                                              |
| Le Conquérant (Q171) 1929 – M6              | 26 giugno 1934 Saint-Nazaire, cantieri di Penhoët | 7 settembre 1936 Brest (1ª Divisione)     | Affondato il 13 novembre 1942 al largo del Marocco                                                                          |
| Le Tonnant (Q172) 1929 – M6                 | 15 dicembre 1934 La Seyne                         | 1º giugno 1937 Tolone (1ª Divisione)      | Autoaffondato a Cadice il 15 novembre 1942                                                                                  |
| Agosta (Q178) 1930 – M6                     | 30 aprile 1934 Cherbourg                          | 1º febbraio 1937 Cherbourg (8ª Divisione) | Autoaffondato a Brest il 18 giugno 1940                                                                                     |
| Bévéziers (Q179) 1930 – M6                  | 14 ottobre 1935 Cherbourg                         | 4 giugno 1937 Cherbourg (8ª Divisione)    | Affondato il 5 maggio 1942 durante la battaglia del Madagascar                                                              |
| Ouessant (Q180) 1930 – M6                   | 30 novembre 1936 Cherbourg                        | 1º gennaio 1939 Cherbourg (8ª Divisione)  | Autoaffondato a Brest il 18 giugno 1940                                                                                     |
| Sidi-Ferruch (Q181) 1930 – M6               | 9 luglio 1937 Cherbourg                           | 1º gennaio 1939 Cherbourg (8ª Divisione)  | Affondato l'11 o il 13 novembre 1942                                                                                        |
| Sfax (Q182) 1930 – M6                       | 6 dicembre 1934 Saint-Nazaire, Loira              | 7 settembre 1936 Brest (2ª Divisione)     | Silurato dall'U-37 per errore il 19 dicembre 1940                                                                           |
| Casabianca (Q183) 1930 – M6                 | 2 febbraio 1935 Saint-Nazaire, Loira              | 1º gennaio 1937 Brest (2ª Divisione)      | Smantellato il 12 febbraio 1952                                                                                             |